# Ariomma
Ariomma är ett släkte av fiskar. Ariomma ingår i familjen Ariommatidae.
Arterna förekommer vanligen i djupa havsområden över hela världen. Det vetenskapliga namnet är bildat av de grekiska orden ari (överlägsen) och omma (öga).
Ariomma är enda släktet i familjen Ariommatidae.
Arter enligt Catalogue of Life:
- Ariomma bondi
- Ariomma brevimanum
- Ariomma dollfusi
- Ariomma indicum
- Ariomma luridum
- Ariomma melanum
- Ariomma parini
- Ariomma regulus

## Bildgalleri

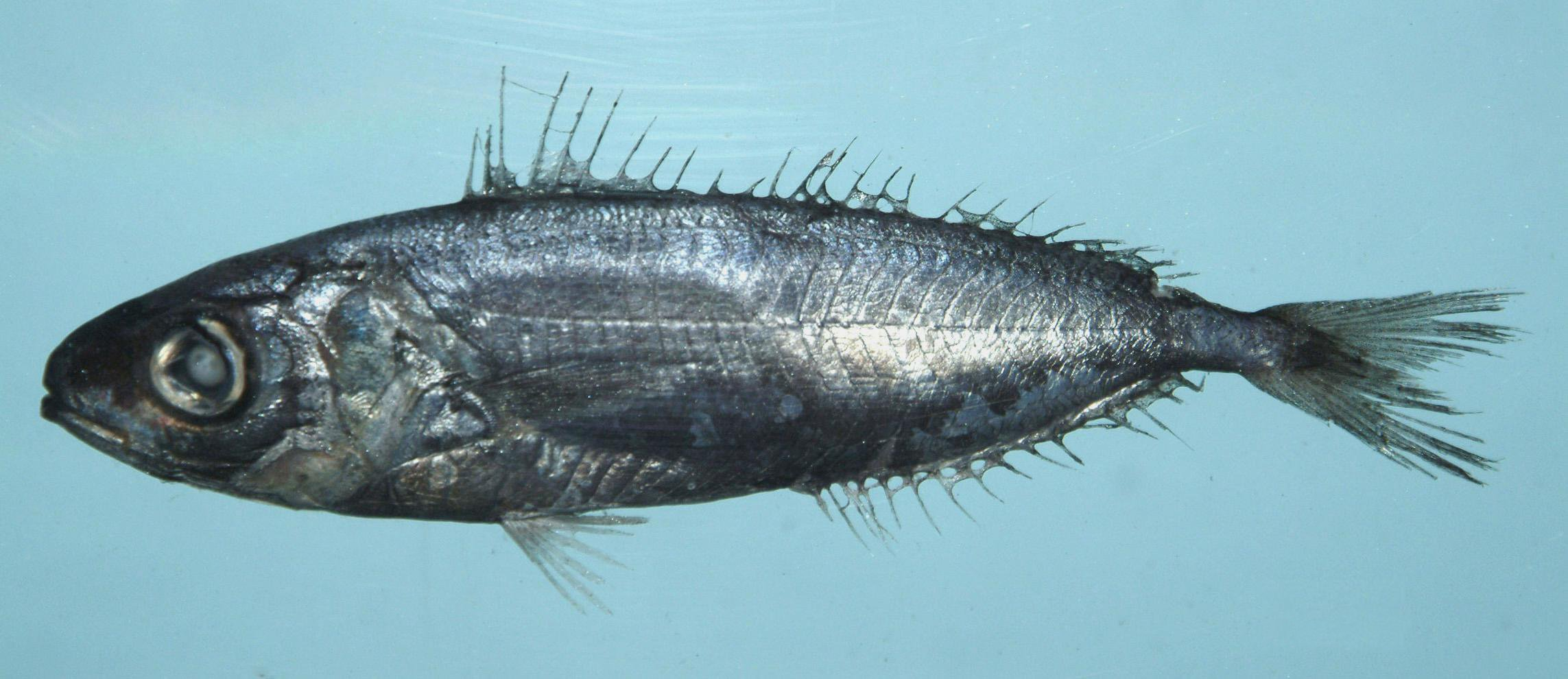
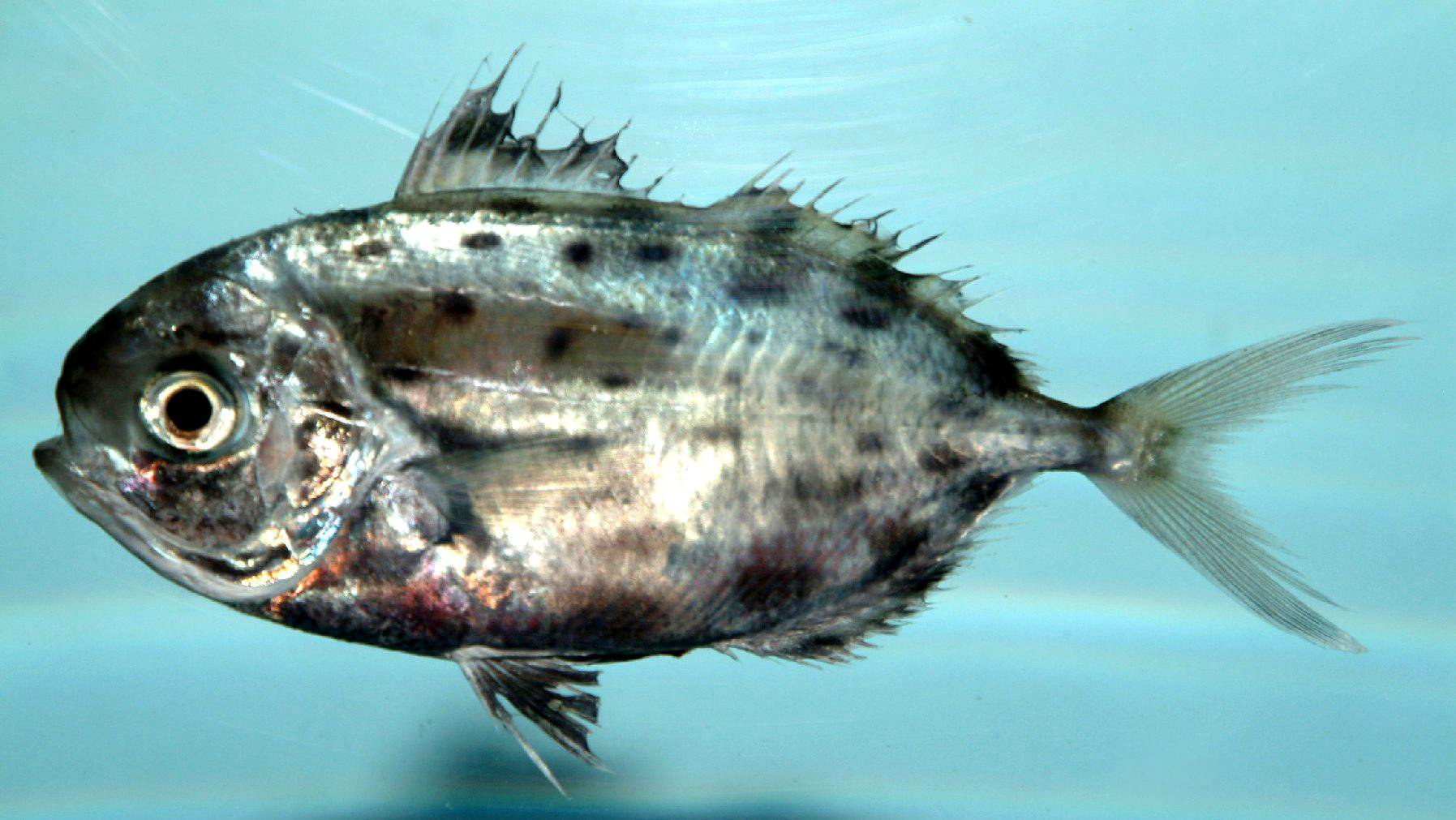